# Radara defecta
Radara defecta là một loài bướm đêm trong họ Noctuidae.